# Fang!
Fang! és un programa de televisió estrenat el 19 d'abril de 2024 al SX3. És un concurs escolar que té com a objectiu promoure el català i entretenir amb una barreja de formats com El gran dictat i Takeshi's Castle. A cada programa hi participen nens i nenes de sisè de primària de dues escoles de diferents localitats de Catalunya. Està presentat per la influencer i professora Shalana Rodríguez i el comunicador i exconcursant d'El llop d'Àngel Llàcer, Marc Andreu Rosich.
A cada programa hi ha quatre proves diferents: "La bassa de lletres", "Vola la bola", "Avall que fa baixada" i "La paraula infiltrada". En cadascuna, els nens i nenes han de resoldre proves relacionades amb el bon ús del català: des de formar paraules amb unes lletres concretes, fins a endevinar paraules ocultes de lletres de cançons catalanes, saber el significat de frases fetes, com fan els rodolins, repetir embarbussaments o tenir clara l'escriptura, sense faltes d'ortografia.
L'escola guanyadora s'endú, com a premi, una excursió d'un dia a un parc d'atraccions amb tota la classe.